# Lupicínio Rodrigues
Lupicínio Rodrigues (Porto Alegre, 16 de septiembre de 1914 - Porto Alegre, 27 de agosto de 1974) fue un cantor y compositor brasileño. Compuso cerca de 150 canciones y fue declarado ciudadano emérito por la Cámara Municipal de Porto Alegre en un homenaje póstumo.